# Rijksdag van Augsburg (1530)
De Rijksdag van Augsburg werd in 1530 georganiseerd door keizer Karel V, in de hoop te komen tot één christelijke waarheid door alle meningen aan te horen. Dit omwille van de reformatie die was begonnen door Maarten Luther in 1517.
Luthers naaste medewerker Melanchthon stelde de Confessio Augustana op voor de reformatorische beweging. Deze confessio was gematigd van toon omdat Melanchthon en consorten hoopten op een verzoening.
Te Augsburg kwam het echter niet tot een verzoening en het Edict van Worms werd vernieuwd.
De Rijksdag eiste het herstel van het bisschoppelijk gezag en de teruggave van kerkelijke goederen die door de reformatoren waren geconfisqueerd. Enkel de katholieke standen ondertekenden het besluit van de Rijksdag.
Om de uitvoering van dit besluit tegen te gaan sloten de protestanten in 1531 het Schmalkaldisch Verbond tegen de keizer.